# Segmentation (marketing)
Pour les articles homonymes, voir segmentation.

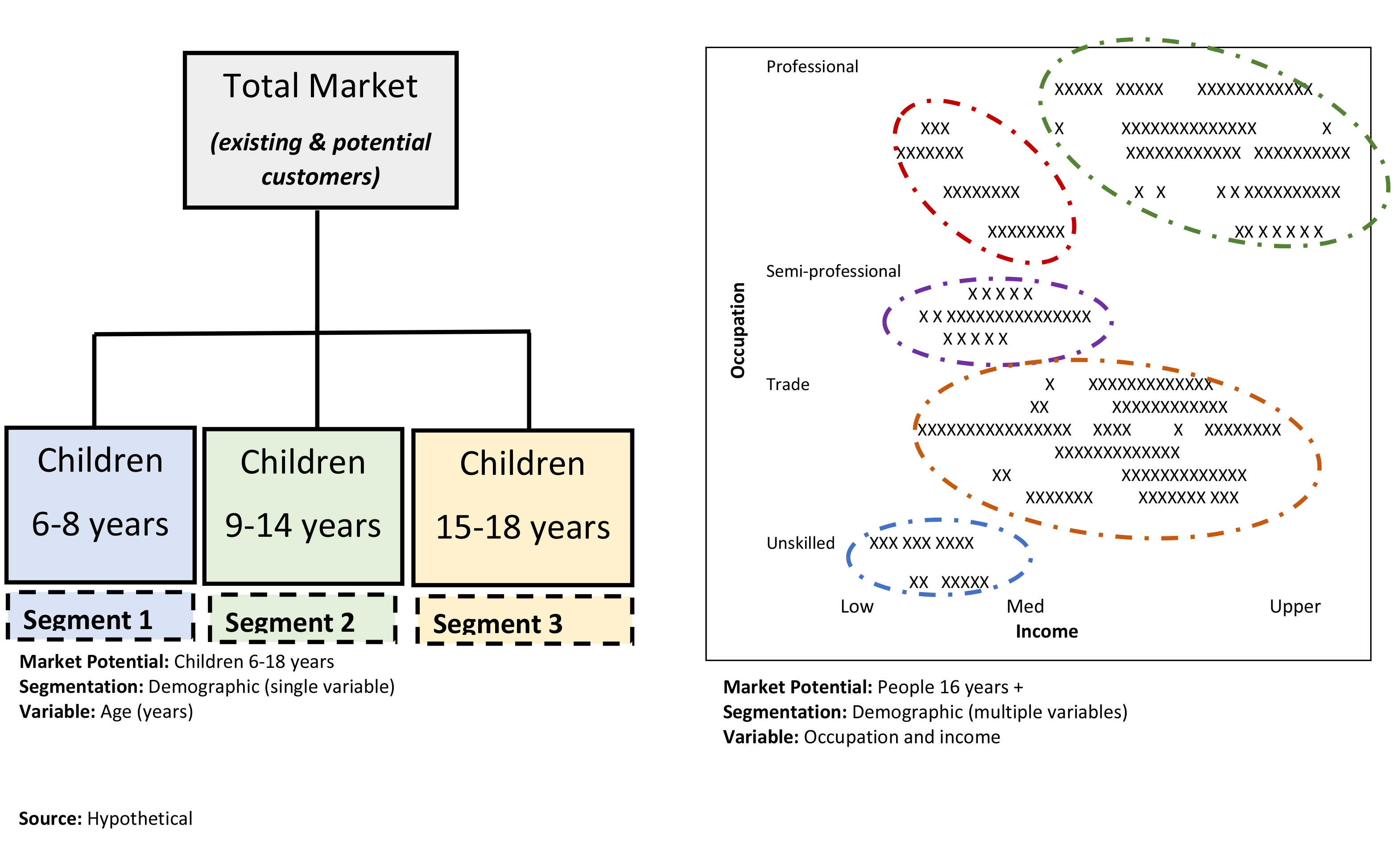
Celle ci parle du tranche d'âge des enfants qui pourront fréquenter les différentes market qui existent

La segmentation d'un marché consiste à le découper analytiquement en sous-marchés homogènes. Cette analyse se pratique en particulier mais pas uniquement dans le domaine du marketing. 

## Détermination des couples produit-marché
La segmentation dite « de ciblage », ou de détermination des couples produit-marché, vise à qualifier et à quantifier la relation biunivoque[pas clair] qui peut exister entre le produit et son marché.
La segmentation en sous-ensemble s'opère par le biais d'une étude ou d'une recherche de corrélation multi-critères : sexe, catégorie, âge, catégories socio-professionnelles, niveau d'étude, pouvoir d'achat, taille du ménage, nombre d'enfants, lieu de résidence, sports pratiqués, profession, etc.
Par exemple, pour le couple produit-marché associé au produit « chaussure de ville », quatre sous-ensembles apparaissent qui peuvent[pas clair] correspondre à quatre profils de marché : le marché des enfants, celui des adolescents, celui des femmes, celui des hommes.
Chacun de ces couples produit-marché doit faire l'objet de la part de l'entreprise :
- d'une stratégie, de ses choix à long, moyen et court termes ;
- de l'élaboration du marketing-mix et de la politique commerciale à décliner en fonction des options prises.

Ces découpages sont mis en œuvre à partir des informations recueillies par les enquêtes quantitatives par exemple[pas clair] (avec deux types de questions/réponses) sur les comportements de consommation et sur les caractéristiques propres. Il est ensuite possible de réaliser un classement RFM (Récence, Fréquence, Montant) pour trouver la cible de l'entreprise (le groupe de personnes ayant les mêmes attentes vis-à-vis du produit).
Les critères de segmentation de ciblage peuvent être :
- socio-démographiques (sexe, taille du foyer, revenu, niveau d'instruction...)
- géographiques (lieu, climat, type d'habitation...)
- psychographiques (opinions, styles de vie, attitudes, croyances, personnalités...)
- comportementaux (quantités consommées, avantages recherchés...)
- relatifs à la situation (rentabilité, utilisation)
- relatifs au type de consommateur (prescripteurs, acheteurs...)

## Détermination du positionnement de l'offre
Consécutivement se pose la question du positionnement pour articuler entre elles toutes les offres comme pertinentes et devant être activées par une organisation.

Comment répondre aux attentes clients, à l'exploitation des opportunités du marché sans se disperser mais au contraire en faisant jouer de façon la plus cohérente possible les forces de l'entreprise ? La réponse à cette question détermine le positionnement de l'entreprise . Le positionnement fait l'objet d'une optimisation sous la contrainte de plusieurs paramètres :
- cohérence avec l'Image de marque globale
- adéquation avec les sources de volume et de chiffre d'affaires gagnés sur la concurrence par l'obtention de nouveaux clients
- construction d'un marketing mix pertinent en termes de Produit, de prix, de promotion (communication), et de place (distribution).
- obtention d'économies d'échelle par le partage de responsabilité de l'organisation.

La maîtrise du positionnement et des couples produit-marché est à l'évidence un Facteur-clé de succès.  Pour les grandes entreprises ayant plusieurs métiers (générant des synergies et flexibilités spécifiques) une segmentation par DAS est préférable. Sinon la segmentation marketing peut suffire à trouver et développer toutes les synergies potentielles entre les ressources de l'entreprise.

## Mise en œuvre du marketing relationnel
Une fois les couples produits-marchés établis, et le positionnement explicité, la question et le détail de la relation avec le client (ou marketing relationnel) et en particulier la mise sur le marché peuvent être approfondis en recourant à un nouvel effort de catégorisation :
1. catégorie du marketing personnalisé (one to one ou B to B) qui prend chaque client comme un client à part entière.
2. catégorie du marketing concentré relatif à un seul segment.
3. catégorie du marketing différencié relatif à plusieurs segments.
4. catégorie du marketing indifférencié qui ne se segmente pas (cas des monopoles, produits banalisés, ou standards)

Selon la catégorie concernée, l'organisation et le déploiement des opérations concrètes (marketing relationnel et mise sur le marché) donnent lieu à un pilotage spécifique.